# Hoya merrillii
Hoya merrillii ist eine Pflanzenart der Gattung der Wachsblumen (Hoya) aus der Unterfamilie der Seidenpflanzengewächse (Asclepiadoideae).

## Merkmale
Hoya merrillii ist eine ausdauernde, kletternde, epiphytische Pflanze. Die kahlen Triebe haben einen Durchmesser von 2 mm. Die gegenständigen Blätter sind gestielt, die Stiele sind dick und 1,5 cm lang. Die Blattspreiten sind eiförmig, 6 bis 10 cm lang und 5 bis 7 cm breit (unterhalb der Mitte), sie stehen weit voneinander entfernt. Sie sind steif und konvex gewölbt, und kahl auf Ober- und Unterseite. Sie sind hellgrün mit einer glänzenden Oberfläche. Die Blattnervatur ist heller grün und gut erkennbar.
Der doldenförmige Blütenstand entspringt der Blattachsel. Er hat etwa 20 bis 30 Blüten Die dicken Blütenstandsstiele sind persistierend und 2 cm lang. Die kahlen Blütenstiele sind sehr dünn, 2 cm lang und gestreckt. Sie erweitern sich kurz vor dem Blütenkelch. Die kurz dreieckigen Kelchblätter sind sehr, nur etwa 1,5 mm lang. Der Apex ist eng gerundet, außen granulös, innen kahl mit einer Ligula zwischen den leicht überlappenden Basen der Kelchblätter.
Die Blütenkrone ist hellgelb. Die Kronblätter sind nur an der Basis verwachsen. Die Kronblattzipfel sind daher entsprechend lang, 0,4 cm lang und 0,2 cm breit. Sie sind sternförmig ausgebreitet, nach etwa der Hälfte der Länge biegen sie nach oben. Völlig sternförmig ausgebreitet, hat die Blütenkrone einen Durchmesser von 0,9 bis 1,0 cm. Die Zipfel sind eiförmig und laufen zipfelig aus. Sie sind innen sehr fein flaumig behaart, außen kahl. Die Ränder und die Spitze sind meist etwas umgebogen.
Die Nebenkrone ist weiß. Die Zipfel der Nebenkrone sind eiförmig und zugespitzt. Sie sind 3 mm lang, elliptisch und steigen leicht auf. Die Basis ist breit gerundet, der Apex zugespitzt. Die Oberseite ist apikal konkav, zur grubig Basis eingetieft. Der Griffelkopf ist konisch. Die Pollinia zeigen einen lateralen Kiel. Die Caudiculae sind verdickt. Das Corpusculum ist sehr klein und rhombenförmig.

## Ähnliche Art
Hoya merrillii ähnelt der Hoya verticillata im Habitus. Sie unterscheidet sich von dieser Art durch die innen mit feinen Haaren besetzten Blüten. Die Spitzen der Zipfel der Nebenkrone sind aufwärts gebogen, ebenso die Zipfel der Blütenkrone.

## Geographische Verbreitung und Habitat
Die Art kommt Philippinen vor. Collected in Luzon (Nueva, Vizcaya, Tayabas, Cavite, Camerines), Mindoro, Panay, Mindanao (Davao).

## Taxonomie
Das Taxon wurde 1904 von Rudolf Schlechter vorgeschlagen. Der Holotyp stammte von Palo, Mindoro, Philippinen und wird im Herbarium des Botanischen Garten Berlin aufbewahrt (Merrill # 2218). Derzeit wird die Art in zwei Unterarten unterteilt:
- Hoya merrillii subsp. merrillii und
- Hoya merrillii subsp. frakei Kloppenburg (2019).[2]